# Gorgonalia sirena
Gorgonalia sirena är en insektsart som beskrevs av Carl Stål 1864. Gorgonalia sirena ingår i släktet Gorgonalia och familjen dvärgstritar. Inga underarter finns listade i Catalogue of Life.